# Пятково (Красноярский край)
Пятково — село в Казачинском районе Красноярского края. Административный центр Пятковского сельсовета.

## География
Село находится в левобережной части района, на расстоянии примерно 30 км (по прямой) к югу от села Казачинское, административного центра района.

### Климат
Климат континентальный с умеренно суровой продолжительной, но малоснежной зимой и коротким жарким летом. Среднегодовая температура воздуха −1.9 °C, наиболее тёплым месяцем является июль, наиболее холодным месяцем — январь. Средняя температура января −18 °C, июля +20 °C. Абсолютный максимум температуры воздуха 37 °C, абсолютный минимум температуры воздуха −59 °C. Снежный покров устанавливается в начале ноября и сходит к концу марта, держится 185—190 дней. Высота снежного покрова колеблется от 40 до 70 см. Период с отрицательными температурами составляет 225—230 дней. Число дней с температурой воздуха выше +10 °C составляет 100—110.

## История
Село впервые упоминается в 1859 году. В советское время работал колхоз «Заветы Ильича» и отделение «Пятково» совхоза «Кемское».

## Население
| 2010 |
| ---- |
| 231  |

### Национальный состав
Согласно результатам переписи 2002 года, в национальной структуре населения русские составляли 75 % из 214 чел.